# Lijst van afstammelingen van Joseph P. en Rose Fitzgerald Kennedy
Dit is een lijst van afstammelingen van Joseph P. en Rose Fitzgerald Kennedy. De familie is buiten de Verenigde Staten vooral bekend geworden door de vermoorde president John F. Kennedy.
- Joseph P. Kennedy Sr.  (1888-1969) = Rose Fitzgerald Kennedy (1890-1995)
  - Joseph Patrick Kennedy, Jr. (1915-1944)
  - John Fitzgerald Kennedy (1917-1963) trouwde met Jacqueline Lee Bouvier (1929-1994) (zij hertrouwde met Aristoteles Onassis)
    - Arabella Kennedy (1956, doodgeboren)
    - Caroline Kennedy (1957-) trouwde met Edwin Arthur Schlossberg (1945-)
      - Rose Kennedy Schlossberg (1988-)
      - Tatiana Celia Kennedy Schlossberg (1990-)
      - John Bouvier Kennedy Schlossberg (1993-)

    - John Fitzgerald Kennedy jr. (1960-1999) trouwde met Carolyn Jeanne Bessette (1966-1999)
    - Patrick Bouvier Kennedy (1963-1963)

  - Rose Marie (Rosemary) Kennedy (1918-2005)
  - Kathleen Agnes Kennedy (1920-1948) trouwde met William John Robert Cavendish (1917-1944)
  - Eunice Mary Kennedy (1921-2009) trouwde met Robert Sargent Shriver, Jr. (1915-2011)
    - Robert Sargent Shriver III (1954-)
    - Maria Owings Shriver (1955-) gescheiden van Arnold Schwarzenegger (1947-)
      - Katherine Eunice Schwarzenegger (1989-)
      - Christina Maria Aurelia Schwarzenegger (1991-)
      - Patrick Arnold Schwarzenegger (1993-)
      - Christopher Sargent Shriver Schwarzenegger (1997-)

    - Timothy Perry Shriver (1959-) trouwde met Linda Potter (1956-)
      - Sophia Rose Potter Shriver (1987-)
      - Timothy Potter Shriver (1988-)
      - Samuel Kennedy Potter Shriver (1992-)
      - Kathleen Potter Shriver (1994-)
      - Caroline Potter Shriver (1998-)

    - Mark Kennedy Shriver (1964-) trouwde met Jeannie Ripp (1965-)
      - Mary Elizabeth Shriver (1998-)
      - Thomas Kennedy Shriver (1999-)
      - Emma Rose Shriver (2005-)

    - Anthony Paul Kennedy Shriver (1965-) trouwde met Alina Mojica (1965-)
      - Jorge Eduard Nuñez Shriver (September 4, 1988)
      - Eunice Julia Shriver (January 4, 1994-)
      - Francesca Maria Shriver (December 13, 1994-)
      - Carolina Fitzgerald Shriver (2001-)

  - Patricia Kennedy (1924-2006) trouwde met Peter Lawford (1923-1984)
    - Christopher Kennedy Lawford (1955-2018), 1e huwelijk met Jean Edith Olsson (1955-), 2e huwelijk met Mercedes Miller
      - David Christopher Kennedy Lawford (1987-)
      - Savannah Rose Lawford (1990-)
      - Matthew Peter Valentine Lawford (1995-)

    - Sydney Maleia Kennedy Lawford (1956-) trouwde met James Peter McKelvy (1955-)
      - James Peter McKelvy, Jr. (1985-)
      - Christopher Kennedy McKelvy (1987-)
      - Patrick Ryon McKelvy (1989-)
      - Anthony Lawford McKelvy (1992-)

    - Victoria Francis Lawford (1958-) trouwde met Robert Beebe Pender Jr. (1953-)
      - Alexandra Lawford Pender (1988-)
      - Caroline Patricia Pender (1990-)
      - Victoria Rose Pender (1993-)

    - Robin Elizabeth Lawford (1961-)

  - Robert Francis Kennedy (1925-1968) trouwde met Ethel Skakel (1928-2024)
    - Kathleen Hartington Kennedy (1951-) trouwde met David Lee Townsend (1947-)
      - Meaghan Ann Kennedy Townsend (1977-)
      - Maeve Fahey Kennedy Townsend (1979-2020)
      - Rose Katherine Kennedy Townsend (1983-)
      - Kerry Sophia Kennedy Townsend (1991-)

    - Joseph Patrick Kennedy II (1952-), 1e huwelijk met Sheila Brewster Rauch (1949-), 2e huwelijk met Anne Elizabeth Kelly (1957-)
      - Matthew Rauch Kennedy (1980-)
      - Joseph Patrick Kennedy III (1980-)

    - Robert Francis Kennedy, Jr. (1954-), 1e huwelijk met Emily Ruth Black (1957-), 2e huwelijk met Mary Richardson (1960-) 
      - Robert Francis Kennedy III (1984-)
      - Kathleen Alexandra Kennedy (1988-)
      - Conor Richardson Kennedy (1994-)
      - Kyra LeMoyne Kennedy (1995-)
      - William Finbar Kennedy (1997-)
      - Aidan Caohman Vieques Kennedy (2001-)

    - David Anthony Kennedy (1955-1984)
    - Mary Courtney Kennedy (1956-), 1e huwelijk met Jeffrey Robert Ruhe (1952-), 2e huwelijk met Paul Michael Hill (1955-)
      - Saoirse Roisin Hill (1997-2019)

    - Michael LeMoyne Kennedy (1958-1997) trouwde met Victoria Denise Gifford (1957-)
      - Michael LeMoyne Kennedy Jr. (1983-)
      - Kyle Frances Kennedy (1984-)
      - Rory Gifford Kennedy (1987-)

    - Mary Kerry Kennedy (1959-) gescheiden van Andrew Cuomo (1957-)
      - Mariah Matilda Kennedy Cuomo (1995-)
      - Cara Ethel Kennedy Cuomo (1995-)
      - Michaela Andrea Cuomo  (1997-)

    - Christopher George Kennedy (1963-) trouwde met Sheila Sinclair Berner (1962-)
      - Katherine Berner Kennedy (1990-)
      - Christopher George Kennedy Jr. (1992-)
      - Sarah Louise Kennedy (1994-)
      - Clare Rose Kennedy (1998-)

    - Matthew Maxwell Taylor Kennedy (1965-) trouwde met Victoria Anne Strauss (1964-)
      - Matthew Maxwell Taylor Kennedy Jr (1993-)
      - Caroline Summer Rose Kennedy (1994-)
      - Noah Isabella Rose Kennedy (1998-)

    - Douglas Harriman Kennedy (1967-) trouwde met Molly Elizabeth Stark (1969-)
      - Riley Elizabeth Kennedy (1999-)
      - Mary McCauley Kennedy (2001-)
      - Rowen Francis Kennedy (2004-)

    - Rory Elizabeth Kennedy (1968-) trouwde met Mark Bailey (1968 or 1969- )
      - Georgia Elizabeth Kennedy-Bailey (2002-)
      - Bridget Kennedy-Bailey (2004-)
      - Zachary Kennedy-Bailey (2007-)

  - Jean Ann Kennedy (1928-) trouwde met Stephen Edward Smith (1927-1990)
    - Stephen Edward Smith, Jr. (1957- )
    - William Kennedy Smith, M.D. (1960-)
    - Amanda Mary Smith (1967-) trouwde met Carter Harmon Hood (1969-)
      - Stephanie Hood (2002-)

    - Kym Maria Smith (1972-) trouwde met Alfie Tucker (1967-)

  - Edward Moore Kennedy (1932-2009), 1e huwelijk met Virginia Joan Bennett (1936-), 2e huwelijk met Victoria Anne Reggie (1954-)
    - Kara Anne Kennedy (1960-2011) trouwde met Michael Allen (1958-)
      - Grace Kennedy Allen (1994-)
      - Max Greathouse Allen (1996-)

    - Edward Moore Kennedy, Jr. (1961-) trouwde met Katherine Gershman (1959-)
      - Kiley Elizabeth Kennedy (1994-)
      - Edward Moore Kennedy, III (1998-)

    - Patrick Joseph Kennedy (1967-)